# Louis Galloche
 (novembre 2011).
Louis Galloche, né le 24 août 1670 à Paris, où il est mort le 21 juillet 1761, est un peintre français. Il fut le maître de François Lemoyne, Charles-Joseph Natoire et, sans doute, de François Boucher.

## Biographie

### Jeunesse
Louis Galloche est le deuxième fils de Charles Galloche, mouleur de bois et de Jeanne Martinet : doté d'un caractère doux, il fait ses études au collège de Louis-le-Grand avec succès tout en remplissant ses cahiers d’esquisses et de dessins. Cadet de la famille, élevé non sans dureté par son père, il reçoit à 13 ans la tonsure, mais quitte le séminaire afin de continuer ses études dans le civil. Sa jeunesse est pourtant loin d’être débridée ; sa seule passion est de nager. Après avoir accompli sa première année de propédeutique, il entre chez un notaire, se conformant aux volontés de son père. Il n’y reste pas longtemps. Son père lui reconnaît enfin son goût pour la peinture et lui offre un maître de dessin, qui se révèle porté sur la boisson : Galloche le quitte au bout de six mois.

### Formation et premier élève
Galloche entre ensuite comme apprenti dans l'atelier de Louis de Boullongne, premier peintre du Roi. Âgé de 20 ans, le jeune-homme s'efforce dès lors de rattraper le temps qu’il a perdu, si bien que l’étude et l’assiduité le mettent en mesure d’acquérir en quatre ans seulement les qualités nécessaires pour décrocher le premier prix de peinture en 1695 pour une grande composition appelée Les frères de Joseph rapportant à leur père Jacob la robe de son fils (sur un thème imposé : Jacob, le patriarche).
Issu de la petite bourgeoisie, Galloche se heurte alors aux dures lois des privilèges : tandis que son prix lui donne le droit de passer plusieurs années à Rome, il ne peut se prévaloir d'une pension du roi suffisante, et en est réduit à avancer les frais de son voyage et d'une partie de son séjour qui se réduisit à deux années. Après un crochet par Venise, s’imprégnant de tous les courants, pratiquant intensément le dessin, il est contraint de revenir auprès de son père vieillissant.
À peine de retour à Paris, il ouvre un atelier. L’un de ses premiers élèves est François Lemoine, qu’il garde comme assistant pendant 12 ans.
C'est à cette époque qu'il compose deux grands tableaux qui furent longtemps placés au-dessus des portes du réfectoire de Saint-Martin des Champs. L’un représente saint Benoît faisant miraculeusement revenir une cognée sur l’eau ; et l’autre sainte Scolastique qui obtient du ciel une pluie accompagnée de tonnerre pour empêcher saint Benoît de partir et de la quitter (1703, musée Carnavalet).

### L'Académie

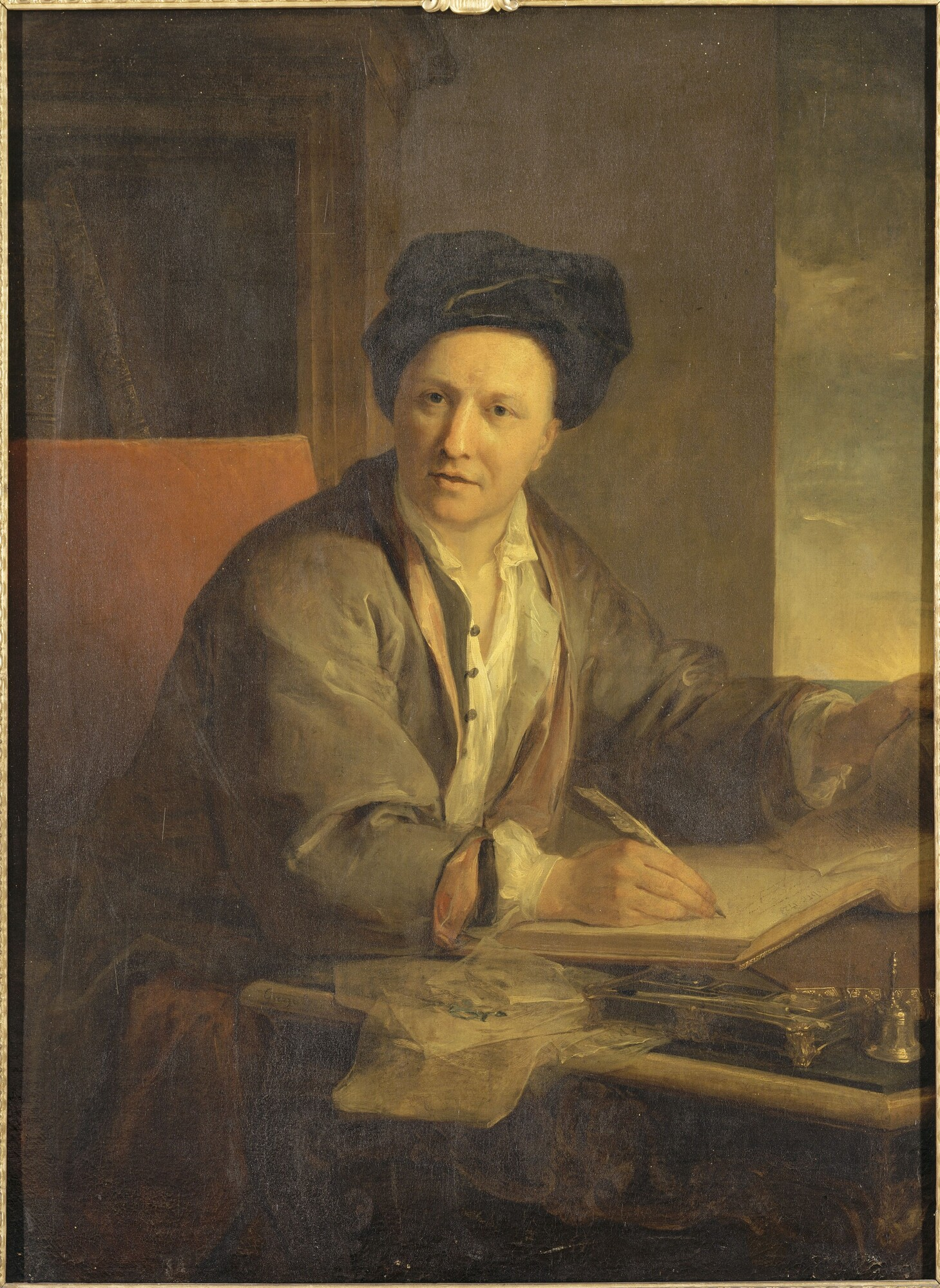
Portrait de Fontenelle par Galloche. Musée national du château de Versailles.

Malgré tout son savoir, personne n’était plus docile que Galloche à recevoir les avis qui lui étaient donnés, même de la part de ceux qui n’avaient aucune connaissance de son art, et à en profiter quand il les trouvait fondés. Il n’ignorait point le peu de notions qu’avait son père en cette partie, et pourtant, sur l’observation que ce  dernier lui fit que, dans ces deux tableaux, les habits des bénédictins ne lui paraissaient pas assez noirs, il se détermina à copier deux tableaux de Van Dyck, représentant des personnes vêtues en noir, et il retoucha incontinent après les robes de ses bénédictins, qui gagnèrent beaucoup pour l’effet et devinrent telles que son père les désirait. C’est sur ces deux morceaux qu’il fut agréé à l’Académie le 3 mars 1703. Il y fut reçu le 30 janvier 1711, sur un tableau dont le sujet est Hercule ramenant Alceste des enfers.
La place d’adjoint à professeur lui fut déférée le 30 avril 1718, et celle de professeur le 26 octobre 1720. Enfin, il fut nommé adjoint à recteur le 31 janvier 1744 ; élu recteur le 26 mars 1746 et fait chancelier le 6 juillet 1754.
Il a peint quelques sujets profanes et quelques paysages, peu de portraits et beaucoup de tableaux d’église. Parmi ces derniers, son fameux tableau représentant la Translation des reliques de saint Augustin à Pavie. Ce morceau, qui réunit toutes les parties de l’art dans le plus haut degré, une composition noble, sage et ingénieuse, une grande correction de dessin, une exécution facile et en même temps un beau fini, fut regardé comme son chef-d’œuvre et comme un des meilleurs ouvrages de l’École française. Exécuté pour le réfectoire des Petits-Pères, près de la place des Victoires, Pigalle s’étant aperçu que ce tableau, qui n’avait été payé que cinquante écus à Galloche, commençait à se gâter dans le réfectoire par la fumée des mets, et il engagea les religieux à l’en tirer, et à le placer dans leur sacristie.
Galloche pouvait travailler lentement. Il est certain qu’il aurait été plus expéditif, s’il eût été pressé par les circonstances ou les échéances, car on sait qu’il ne mit que vingt-et-un jours à achever son tableau représentant Saint Paul quittant la ville de Milet, au moment où il reçoit les adieux des prêtres éphésiens, pour Notre-Dame (May 1705).
Quoique peu ambitieux, Galloche demanda, à la fleur de son âge, la place de directeur de Rome pour, disait-il, retourner dans le pays le plus propre à l’étude des arts, y retrouver ce peuple d’antiques qu’il avait quitté avec tant de regret, choisir celles qui l’affectaient le plus, les admirer, les retourner en tous sens, en faire sentir les beautés aux élèves, et exciter leur émulation en les dessinant avec eux. Lorsqu’on lui objecta qu’il ne pouvait l’occuper, attendu qu’elle était destinée à une personne libre et qu’il était marié, Galloche se contenta de cette défaite et la place fut donnée à Vleughels.
Galloche avoit épousé Louise Catherine Maillard, fille d’un marchand fourreur. Outre une dot de 40 000 livres qu’elle lui avait apportée, il lui en échut autant par successions, mais le système de Law, qui fut si funeste à l’état par ses suites et la réduction des contrats sur la ville, anéantit la partie la plus considérable de leur petite fortune.
Les tableaux d’église, qui faisaient la principale occupation de Galloche, étaient peu propres à réparer ses pertes car ces sortes d’ouvrages étaient toujours payés à vil prix, en comparaison aux tableaux à sujets profanes, quoique les peintres fissent d’autant plus d’efforts pour les amener à leur perfection, qu’étant destinés à rester sans cesse sous les yeux du public, ils leur procuraient les moyens les plus sûrs d’établir ou d’affermir leur réputation et de faire passer leurs noms à la postérité
M. Galloche, étant dans sa force, aurait désiré d’être employé à de grands travaux, tels que les tableaux pour les tapisseries des Gobelins, mais il n’eut pas cette satisfaction. En dépit de son utilité pour l’Académie, Galloche eut peu de récompenses, et encore lui furent-elles accordées que dans des époques fort éloignées les unes des autres. Sous la Régence, il obtint une pension de 500 livres, qui a été augmentée de 100 livres sous l’administration de Orry ; elle fut portée jusqu’à cent pistoles par Tournehem, sur la recommandation de Coypel, à qui il avait accordé sa confiance.
Le marquis de Marigny accorda en outre un logement aux galeries du Louvre à Galloche, qui avait toujours désiré demeurer dans un lieu d’où il pût découvrir une vaste étendue de ciel pour contempler à son aise les effets variés de la nature et les comparer dans de grands espaces. Son souhait se trouvant accompli, il en fut tellement enthousiasmé qu’il oublia son grand âge et forma divers projets de travail.
Galloche avait alors 80 ans. Mais sa main tremblante se refusa à l’exécution de ses projets. Dès cet instant, il tourna ses vues du côté de l’avancement de la jeunesse, et composa pour les élèves de l’Académie cinq conférences dont la lecture fut faite à l’Académie et dans lesquelles il développa toute la théorie de son art.
La première a pour objet le dessin et insistait sur l’importance de l’étude de l’antique comme « sans doute une des plus solides bases de nos connaissances ». Il recommandait ensuite l’étude de l’anatomie, non seulement morte, mais vivante. La seconde tournait autour de la couleur, avec la connaissance du clair-obscur et la copie des tableaux des meilleurs maîtres. Ses trois dernières conférences contenaient des remarques sur les tableaux de grands maîtres se terminent par le traçage à l’usage des élèves, qui vont en Italie, de la route de leur voyage pittoresque. Il leur conseille, après avoir étudié Raphaël à Rome ; et les Carrache, soit à Rome, soit à Bologne; d’aller puiser les principes du Titien à Venise, et lorsqu’ils auraient acquis des ailes assez fortes pour voler d’eux-mêmes sans risquer de s’égarer, de finir par l’étude du Corrège à Parme.
Blond, d’une taille supérieure à la moyenne, d’une vivacité agréable, affable et modeste, Galloche avait le cœur si compatissant qu’il était plus touché des malheurs d’autrui que des siens propres et il fut souvent abusé, parce qu’étant la probité même, il ne se défiait de personne. De son mariage avec Catherine Maillart, il avait eu onze enfants, dont trois seulement lui survécurent, un garçon et deux filles. La cadette, qui peignait assez bien, se fit faite religieuse, et le garçon avait embrassé le parti de la peinture, avant de l’abandonner après dix années d’étude. D’un bon tempérament, il était peu sujet à d’autres maladies qu’à des coliques néphrétiques, dont il fut guéri à soixante ans. Il était déjà parvenu à un âge fort avancé lorsqu’il eut trois attaques d’apoplexie, la dernière à plus de quatre-vingts ans, dont il se releva parfaitement. À quatre-vingt-dix ans, il s’affaiblit beaucoup et cette faiblesse ne cessa d’augmenter jusqu’à ce que la nature, ne trouvant plus de ressources en lui, une maladie l’enlève en huit jours ; 
Louis Galloche mourut, âgé de quatre-vingt-dix ans et onze mois, dans son logement aux galeries du Louvre, en conservant sa raison jusqu’au dernier moment, et fut inhumé en l'église Saint-Germain-l'Auxerrois.